# Blatné
Blatné (allemand : Scharfing , hongrois : Pozsonysárfő) est un village de Slovaquie situé dans le district de Senec, dans la région de Bratislava, à environ 5 km au nord de Senec.

## Histoire
Première mention écrite du village en 1245.

## Démographie

### Évolution de la population
| Année:               | 1994. | 2004.    | 2014.    | 2024.   |
| -------------------- | ----- | -------- | -------- | ------- |
| Nombre de personnes: | 1288  | 1506     | 1742     | 1808    |
| Différence:          |       | +16,92 % | +15,67 % | +3,78 % |

| Année:               | 2023. | 2024.   |
| -------------------- | ----- | ------- |
| Nombre de personnes: | 1834  | 1808    |
| Différence:          |       | -1,41 % |